# Верджиния (полуостров)
Верджи́ния (англ. Virginia Peninsula) или Саутерн-Нек (англ. Southern Neck) — полуостров на восточном побережье США.

## География
Полуостров расположен в штате Виргиния на побережье Чесапикского залива. На севере река Йорк отделяет полуостров Верджиния от полуострова Мидл-Пенинсьюла, на юге река Джеймс отделяет полуостров от основной части материка.
На полуострове в настоящее время расположены четыре независимых городских округа (Хамптон, Ньюпорт-Ньюс, Покосон и Уильямсберг) и два округа (Джеймс-Сити и Йорк).